# W. Maxwell Cowan
William Maxwell Cowan, genannt Max Cowan, (* 27. September 1931 in Johannesburg; † 30. Juni 2002) war ein südafrikanisch-US-amerikanischer Neurobiologe und Neuroanatom.

## Leben
Cowan studierte Medizin (speziell Anatomie) an der Witwatersrand-Universität bei Raymond Dart und ab 1953 bei Wilfrid Le Gros Clark (1895–1971) an der University of Oxford, wo er 1956 seinen M. D. und 1958 seinen Phil. D. erwarb. Er spezialisierte sich schon in Südafrika auf die Forschung in Neuroanatomie, auf Drängen seiner Eltern erwarb er aber auch die üblichen medizinischen Grade (Bachelor of Medicine, Bachelor of Surgery 1958). Er war in Oxford 1953 bis 1964 Mitglied der Fakultät. 
Als sich die Abteilung Anatomie nach der Emeritierung von Le Gros Clark anderen Forschungsrichtungen (Neuroendokrinologie) zuwandte, ging Cowan ab Mitte der 1960er Jahre in den USA, wo er zunächst 1965 ein Sabbatjahr an der Washington University in St. Louis verbrachte, dann Professor an der University of Wisconsin School of Medicine war und ab 1968 wieder an der Washington University. Er war dort von 1968 bis 1980 Chairman der Abteilung Anatomie (später der Abteilung Anatomie und Neurobiologie). 
Cowan war von 1982 bis 1986 Vizepräsident des Salk Institute for Biological Studies, bei dem er seit 1980 Direktor des Labors für Neurobiologie der Entwicklung war (Developmental Neurobiology) war. Gleichzeitig war er noch bis 1987 Professor an der Washington University, wo er 1986 Provost und Executive Vice Chancellor wurde. 1987 bis 2000 war er Vizepräsident und leitender Wissenschaftler (Chief Scientific Officer) des Howard Hughes Medical Institute. Danach war er Adjunct Professor für Neurowissenschaften sowohl am University of Texas Southwestern Medical Center als an der Johns Hopkins University School of Medicine.
In Oxford arbeitete er eng mit Tom Powell zusammen, zuerst in neuroanatomischen Studien über retrograde Degeneration (Absterben der Axon-Verbindungen von Neocortex zu Thalamus und der zugeordneten Nervenzellen im Thalamus bei einem Patienten, dessen eine Gehirnhälfte entfernt wurde und der bald darauf verstarb). Sie charakterisierten dabei die Verbindungen von Thalamus zu Striatum und entwickelten neue Techniken, um Verbindungen der Gehirnteile untereinander zu entdecken. Insbesondere entdeckten sie mit einer Färbtechnik von Walle Nauta auch Verbindungen vom Gehirn (centrifugal fibres vom Nucleus isthmoopticus) zu speziellen Retina-Zellen (amacrine cells) im Taubenhirn, was bewies, dass das Gehirn Rückwirkung auf die Zellen des Wahrnehmungssystems nahm.
In den USA entwickelte er mit David Gottlieb (nach Pionierarbeiten von Bernice Grafstein) Methoden axonale Verbindungen mit radioaktiv markierten Aminosäuren darzustellen, um axonalen Transport zu verfolgen, und mit Gary Banker entwickelte er Zellkulturen von Hippocampus-Zellen.
Eine der wichtigsten Entdeckungen Cowans war, dass während der Entwicklung des Gehirns beim Embryo und Kleinkind nicht nur Nervenzellen entstehen, sondern zahlreiche Nervenzellen absterben und Axon-Verbindungen eliminiert werden. Insbesondere verfolgte er auch (nach den Pionierarbeiten von Viktor Hamburger und Rita Levi-Montalcini) die Rolle, die verschiedene Nerven-Wachstumsfaktoren dabei spielen.
Cowan war 1977/78 Präsident der Society for Neuroscience. 1976 wurde er Mitglied der American Academy of Arts and Sciences, 1981 der National Academy of Sciences, 1982 der Royal Society und 1987 der American Philosophical Society. 2001 erhielt er den Ralph-W.-Gerard-Preis. Ab 1992 war er auch mit der Charles A. Dana Foundation verbunden, wo er Gründungsmitglied (und mit James D. Watson Leiter) war und Vizevorsitzender der Dana Alliance for Brain Initiatives war.
Er war Gründungsherausgeber des Journal of Neuroscience (von 1980 bis 1987) und des Annual Review of Neuroscience (ab 1978) sowie von 1969 bis 1980 Herausgeber des Journal of Comparative Neurology.
Er war verheiratet und hatte eine Tochter und zwei Söhne. Zu seinen Kommilitonen in Südafrika zählte Sydney Brenner, mit dem er befreundet war.
Zu seinen Doktoranden gehört Geoffrey Raisman (in Oxford).